# Mistrzostwa Świata Juniorów w Saneczkarstwie 1996
11. Mistrzostwa Świata Juniorów w saneczkarstwie 1996 odbyły się w kanadyjskim Calgary. Rozegrane zostały cztery konkurencje: jedynki kobiet, jedynki mężczyzn, dwójki mężczyzn oraz zawody drużynowe. W tabeli medalowej najlepsi byli Amerykanie.

## Wyniki

### Jedynki kobiet
| Medal | Zawodniczka       | Narodowość        | Czas | Strata |
| ----- | ----------------- | ----------------- | ---- | ------ |
|       | Maryann Baribault | Stany Zjednoczone |      |        |
|       | Sonja Wiedemann   | Niemcy            |      |        |
|       | Gabi Bender       | Niemcy            |      |        |

### Jedynki mężczyzn
| Medal | Zawodnik          | Narodowość        | Czas | Strata |
| ----- | ----------------- | ----------------- | ---- | ------ |
|       | Markus Kleinheinz | Austria           |      |        |
|       | Adam Heidt        | Stany Zjednoczone |      |        |
|       | Tyler Seitz       | Kanada            |      |        |

### Dwójki mężczyzn
| Medal | Zawodnicy                          | Narodowość        | Czas | Strata |
| ----- | ---------------------------------- | ----------------- | ---- | ------ |
|       | Christian Niccum/Matt McClain      | Stany Zjednoczone |      |        |
|       | Markus Kleinheinz/Aleksander Reutz | Austria           |      |        |
|       | Nikołaj Bogowicz/Wasilij Sutko     | Rosja             |      |        |

### Drużynowe
| Medal | Zawodnicy | Narodowość        | Czas | Strata |
| ----- | --------- | ----------------- | ---- | ------ |
|       |           | Stany Zjednoczone |      |        |
|       |           | Niemcy            |      |        |
|       |           | Austria           |      |        |

## Klasyfikacja medalowa
| Miejsce | Państwo           |   |   |   | Razem |
| ------- | ----------------- | - | - | - | ----- |
| 1.      | Stany Zjednoczone | 3 | 1 | 0 | 4     |
| 2.      | Austria           | 1 | 1 | 1 | 3     |
| 3.      | Niemcy            | 0 | 2 | 1 | 3     |
| =4.     | Kanada            | 0 | 0 | 1 | 1     |
| =4.     | Rosja             | 0 | 0 | 1 | 1     |